# Governo Mauroy III
Il terzo governo Mauroy è stato il diciottesimo governo francese durante la Quinta Repubblica ed il terzo del primo mandato del presidente François Mitterrand, in carica dal 23 marzo 1983 al 17 luglio 1984, durante la settima legislatura dell'Assemblée Nationale.
La coalizione di sinistra che appoggiava il governo, era così rappresentata nell'esecutivo:
- Partito Socialista (PS): 18 ministri, 17 segretari di stato
- Partito Comunista Francese (PCF): 3 ministri, un segretario di Stato
- Movimento dei Radicali di Sinistra (MRG): un ministro, un segretario di Stato
- Partito Socialista Unificato (PSU): un segretario di Stato

## Composizione

### Primo ministro
| Nome          | Partito | Partito            |
| ------------- | ------- | ------------------ |
| Pierre Mauroy |         | Partito Socialista |

### Ministri
| Ministero                              | Nome | Nome                              | Partito |
| -------------------------------------- | ---- | --------------------------------- | ------- |
| Relazioni estere                       |      | Claude Cheysson                   | PS      |
| Economia, Finanze e Tesoro             |      | Jacques Delors                    | PS      |
| Interni e decentralizzazione           |      | Pierre Bérégovoy                  | PS      |
| Trasporti                              |      | Charles Fiterman                  | PCF     |
| Giustizia                              |      | Robert Badinter                   | PS      |
| Difesa                                 |      | Charles Hernu                     | PS      |
| Agricoltura                            |      | Michel Rocard                     | PS      |
| Industria e ricerca                    |      | Laurent Fabius                    | PS      |
| Urbanizzazione ed edilizia             |      | Roger Quilliot fino al 21/11/1983 | PS      |
| Urbanizzazione ed edilizia             |      | Paul Quilès dal 21/11/1983        | PS      |
| Educazione nazionale                   |      | Alain Savary                      | PS      |
| Commercio estero e turismo             |      | Édith Cresson                     | PS      |
| Formazione professionale               |      | Marcel Rigout                     | PCF     |
| Affari sociali e solidarietà nazionale |      | Pierre Bérégovoy                  | PS      |
| Affari europei                         |      | André Chandernagor                | PS      |
| Affari europei                         |      | Roland Dumas                      | PS      |
| Commercio ed Artigianato               |      | Michel Crépeau                    | MRG     |
| Lavoro                                 |      | Jack Ralite                       | PCF     |

### Ministri delegati
| Ministero                      | Nome | Nome            | Partito |
| ------------------------------ | ---- | --------------- | ------- |
| Cultura                        |      | Jack Lang       | PS      |
| Tempo libero, gioventù e sport |      | Edwige Avice    | PS      |
| Diritti delle donne            |      | Yvette Roudy    | PS      |
| Cooperazione e sviluppo        |      | Christian Nucci | PS      |
| Rapporti con il Parlamento     |      | André Labarrère | PS      |
| Poste e telecomunicazioni      |      | Louis Mexandeau | PS      |

### Segretari di Stato
| Ministero                              | Delega                                     | Nome                          | Nome                                   | Partito |
| -------------------------------------- | ------------------------------------------ | ----------------------------- | -------------------------------------- | ------- |
| Primo ministro                         | Portavoce del governo                      |                               | Max Gallo fino al 18 giugno 1984       | PS      |
| Primo ministro                         |                                            |                               | Jean Le Garrec                         | PS      |
| Primo ministro                         | Funzione pubblica e riforme amministrative |                               | Anicet Le Pors                         | PCF     |
| Primo ministro                         | Tecniche della comunicazione               |                               | Georges Fillioud                       | PS      |
| Primo ministro                         | Ambiente e qualità della vita              |                               | Huguette Bouchardeau                   | PSU     |
| Economia, Finanze e Budget             | Budget                                     |                               | Henri Emmanuelli                       | PS      |
| Economia, Finanze e Budget             | Consumatori                                |                               | Catherine Lalumière                    | PS      |
| Interni e decentralizzazione           | Sicurezza pubblica                         |                               | Joseph Franceschi                      | PS      |
| Interni e decentralizzazione           | Dipartimenti e territori d'oltre mare      |                               | Georges Lemoine                        | PS      |
| Difesa                                 |                                            |                               | François Autain fino al 4 ottobre 1983 | PS      |
| Difesa                                 |                                            | Jean Gatel dal 4 ottobre 1983 | PS                                     |         |
| Difesa                                 | Veterani di guerra                         |                               | Jean Laurain                           | PS      |
| Industria e ricerca                    | Energia                                    |                               | Jean Auroux                            | PS      |
| Agricoltura                            | Foreste                                    |                               | Raymond Courrière                      | PS      |
| Educazione nazionale                   |                                            |                               | Roger-Gérard Schwartzenberg            | MRG     |
| Affari sociali e Solidarietà nazionale | Sanità                                     |                               | Edmond Hervé                           | PS      |
| Affari sociali e Solidarietà nazionale | Famiglia e lavoratori immigrati            |                               | Georgina Dufoix                        | PS      |
| Affari sociali e Solidarietà nazionale | Anziani                                    |                               | Daniel Benoîst                         | PS      |
| Affari sociali e Solidarietà nazionale | Rimpatriari                                |                               | Raymond Courrière                      | PS      |
| Commercio estero e turismo             | Turismo                                    |                               | Roland Carraz                          | PS      |
| Trasporti                              | Mare                                       |                               | Guy Lengagne                           | PS      |